# Karl Stauffer-Bern
Karl Stauffer-Bern (Trubschachen, 2 settembre 1857 – Firenze, 24 gennaio 1891) è stato un pittore, incisore e scultore svizzero.

## Biografia
È il maggiore di una famiglia di sei figli, quattro femmine e due maschi, prese le prime lezioni di disegno da sua madre, poi si formò come pittore e decoratore con Paul Volmar a Berna. Ha quindi studiato all'Accademia di belle arti di Monaco di Baviera prima di partire per Berlino nel 1880. È stato anche insegnante alla Berlin School for Women Artists. Ha vinto l'anno successivo una medaglia d'oro per un ritratto, che gli ha dato una certa fama in questo settore. Nel 1885, mentre era a Zurigo, conobbe Lydia Welti-Escher, figlia di Alfred Escher con cui intrattenne una relazione scandalosa da quasi 11 anni. Partito per l'Italia nel 1888, trovò lì la sua amante; l'anno seguente furono presi: Karl Stauffer fu arrestato e Lydia Welti-Escher fu internata in un manicomio. Si suicidò qualche anno dopo, senza aver mai visto la sua amante, che fu divorziata.
Il drammaturgo Herbert Meier descrive la vita del pittore nella sua commedia Stauffer-Bern (prima del 1974).
Il poema sinfonico Una sinfonia alpina di Richard Strauss (prima del 1915) era originariamente inteso come ritratto musicale di Stauffer-Bern, ma Strauss non si limitò a eseguire la parte musicale di arrampicata dell'appassionato Stauffer-Bern.